# Фан Ван Тай Эм
Фан Ван Тай Эм (вьет. Phan Văn Tài Em; 23 апреля 1982, Чаутхань, Лонган, Вьетнам) — вьетнамский футболист, полузащитник сборной Вьетнама. Ныне — футбольный тренер.

## Карьера
Родился в провинции Лонган в многодетной крестьянской семье. В 2001 году тогдашний тренер клуба «Донгтам Лонган» Энрике Калишту заметил 19-летнего талантливого паренька из молодёжной команды и ввёл его в основной состав. Через год Калишту, возглавивший сборную Вьетнама, пригласил Тай Эма и в национальную команду. С тех пор Тай Эм стал лидером и в клубе и в сборной. Он считается лучшим центральным полузащитником Вьетнама. В начале 2011 года футболист покинул клуб, в котором провёл 10 сезонов, и стал игроком команды «Навибанк Сайгон».

## Достижения
- Лучший футболист Вьетнама 2005
- Победитель чемпионата АСЕАН 2008, бронзовый призёр 2002
- Серебряный призёр Игр Юго-Восточной Азии 2005
- Чемпион Вьетнама 2005 и 2006
- Обладатель Кубка Вьетнама 2005, 2011
- Обладатель Суперкубка Вьетнама 2006